# أندرس أوسترغارد
أندرس أوسترغارد (بالدنماركية: Anders Østergaard)‏ (و. 1965  م) هو مخرج، وكاتب سيناريو، ومخرج أفلام دنماركي، ولد في كوبنهاغن.

## وصلات خارجية
- أندرس أوسترغارد على موقع IMDb (الإنجليزية)
- أندرس أوسترغارد على موقع ألو سيني (الفرنسية)
- أندرس أوسترغارد على موقع قاعدة بيانات الأفلام السويدية (السويدية)
- أندرس أوسترغارد على موقع قاعدة بيانات الفيلم (الإنجليزية)
- أندرس أوسترغارد على موقع كينوبويسك (الروسية)

- أندرس أوسترغارد في قاعدة بيانات الأفلام على الإنترنت